# Southern Hospitality
Southern Hospitality  è un singolo del rapper statunitense Ludacris, pubblicato nel 2001 ed estratto dall'album in studio Back for the First Time.

## Video musicale
Il video musicale della canzone è stato diretto da Jeremy Rall e vede la partecipazione dei rapper Lil Jon, Scarface e Too $hort e del cantante Jazze Pha.